# Odontobutis obscura
Odontobutis obscura — вид риб родини Odontobutidae. Прісноводна бентопелагічна риба, сягає 12.0 см довжини. Зустрічається в водоймах Далекого Сходу: Китай, Японія і Корея.